# Trader

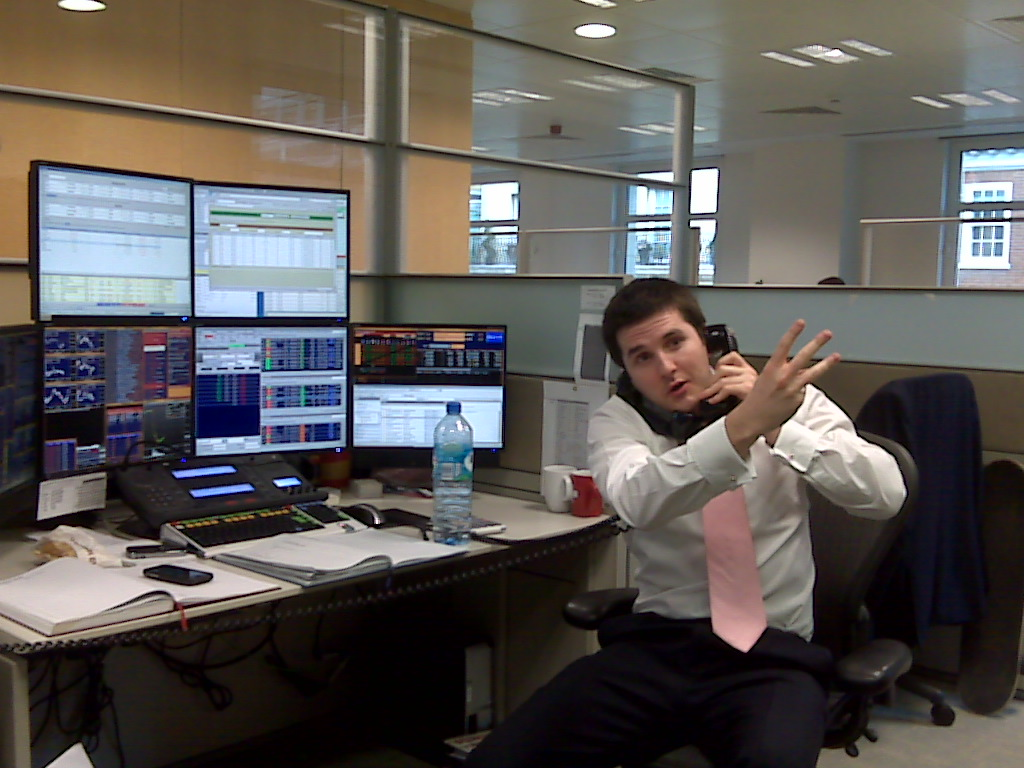
Trader w środowisku pracy.

Trader – osoba, która zawiera krótkoterminowe transakcje instrumentami finansowymi, takimi jak np. krypowaluty, akcje, obligacje, kontrakty terminowe, kontrakty CFD czy opcje w celu osiągnięcia zysku w wyniku zmiany ich kursu. Krótki horyzont inwestycyjny jest czynnikiem, który odróżnia go od inwestora.
Traderów można podzielić na:
- podmioty gospodarcze, do których można zaliczyć m.in. banki inwestycyjne, firmy inwestycyjne, fundusze inwestycyjne,
- osoby fizyczne, korzystające z usług pośrednictwa firm inwestycyjnych.